# Melissa Ohden
Melissa Ohden (ur. 29 sierpnia 1977 w Sioux City) – amerykańska działaczka społeczna, działaczka pro-life, obrońca praw człowieka.

## Życiorys
Jej biologiczna matka zaszła w ciążę na studiach, w wieku 19 lat i została zmuszona przez swoją matkę do dokonania aborcji poprzez wstrzyknięcie w 31 tygodniu ciąży do płynu owodniowego roztworu soli fizjologicznej, co miało wywołać jej śmierć jako płodu w ciągu 72 godzin. Ostatecznie działania te nie powiodły się i doszło do przedwczesnego, sztucznie wywołanego porodu, co wywołało u niej różne dysfunkcje w dalszym życiu (problemy z oddychaniem, funkcjonowaniem wątroby, padaczka i wada serca). Została adoptowana i dorastała w rodzinie zastępczej. W wieku 14 lat dowiedziała się o okolicznościach swoich narodzin, co wywołało u niej kryzys i epizody nadużywania alkoholu.
Ukończyła studia z tytułem magisterskim i pracowała w zakresie doradztwa w obszarze nadużywania substancji psychoaktywnych, zdrowia psychicznego, przemocy domowej i poradnictwa seksualnego oraz opieki nad dziećmi. Wstąpiła do Kościoła katolickiego.
W 2012 założyła instytucję The Abortion Survivors Network (ASN), która zajmuje się pomocą osobom, które przeżyły aborcję i edukuje społeczeństwo w zakresie nieudanych usunięć ciąż, świadcząc wsparcie osobom z problemami emocjonalnymi w tym kontekście. Promowała politykę antyaborcyjną w programach telewizyjnych i radiowych, w tym m.in. w: The 700 Club, EWTN, Fox News, Focus on the Family, American Family Radio, czy programie Mika Huckabee'go. W ramach projektu Faces of Choise wystąpiła, wraz z innymi osobami, które przeżyły aborcję, w serii filmów. W 2017 wydała książkę You Carried Me, A Daughter’s Memoir.
Po latach poszukiwań odnalazła swoich biologicznych rodziców (nie wiedzieli wcześniej, że ich córka przeżyła aborcję) i wybaczyła im próbę usunięcia ciąży. Pojednała się z matką i babcią, która odegrała główna rolę w nakłanianiu do aborcji.

## Rodzina
Ma męża i dwójkę dzieci. Starsze z nich (córka Olivia) urodziło się w tym samym szpitalu, w którym została poddana aborcji jej matka.